# Абдурахим-бий
Абдурахим-бий (1697  — 1733) — второй правитель из узбекской династии мингов в Кокандском ханстве, правящий с 1722 года.

## Политика
Абдурахим-бий был старшим сыном Шахрух-бия, который взошёл на престол после смерти отца.
В эпоху его правления в состав Кокандского ханства вошли Ходжент и Андижан. Вначале Абдурахимбий пытался починить Ходжент мирным путём, но правитель города Акбутабий из узбекского рода юз отказался от мирных переговоров и вскоре погиб.
Абдрахимбий первым из узбекских правителей рода минг назывался историками сахибкираном, подражая Амир Тимуру.
Далее Абдурахимбий пытался подчинить Самарканда и заключил альянс с правителями Шахрисабза из узбекского рода кенагас. В 1732 году Абдурахим-бию удалось захватить Самарканд.
Столицей государства окончательно стал Коканд. Здесь была построена новая крепость и проведены масштабные благоустроительные работы.

## Смерть
Однако в 1734 году в результате заговора он был убит и власть в государстве перешла к его брату Абдукарим-бий, который оказался под влиянием Аштарханидов.